# Dröm (TV-serie)
Dröm är en svensk TV-serie från 2019 riktad främst till ungdomar. Amir Chamdin regisserar hela säsong ett, och är konceptuerande regissör för säsong två. Alla åtta avsnitt under säsong två regisseras av Kirke Ailio Rodwell. För idé och ramhandling står Johan Rudolphie. Filip Hammarström är huvudförfattare och Kreativ Producent. 
Serien handlar om trettonåriga Thea, som flyttar till en ny stad med sin mamma. Första visning var hösten 2019, den andra våren 2021.

## Handling
Nyinflyttade Thea börjar drömma intensivt när en mystisk blåskimrande sten plötsligt kraschar in i sovrummet. Efter ett par dagar får hon veta att fler har samma typ av sten, och att de drömmer om sin egen framtid. Med hjälp av drömmarna kan de förhindra en allvarlig olycka, men får också information om vad de tror är ytterligare en, och som blir betydligt svårare att undvika.